# Diploporaster
Diploporaster is een geslacht van zee-egels uit de familie Schizasteridae.

## Soorten
- Diploporaster barbatus Mortensen, 1950
- Diploporaster savignyi (Fourtau, 1904)